# Клод Женя
Клод Женя (фр. Claude Génia; урожд. Евгения (Женя) Аранович; 4 марта 1913, Ветлуга, Российская Империя — 18 мая 1979, Тур, Франция) — французская актриса театра и кино русского происхождения.

## Биография
Родилась в России. Дочь врача Александра Ароновича и Эстеллы Лаплас. После революции, родители вместе с Женей эмигрировали во Францию. С 1932 года работала в театре. В 1943 году впервые снялась в кино, в фильме «Уважаемая Екатерина».
Первая звёздная роль пришла к ней в 1945 году в фильме «Отец Горио», снятом по одноимённой повести Оноре де Бальзака, где она сыграла роль Дельфины де Нусинген. С 1958 по 1966 годы являлась художественным руководителем Театра «Эдуард VII» (Париж).

## Избранная фильмография
| Год  |   | Русское название                | Оригинальное название          | Роль                                                  |
| ---- | - | ------------------------------- | ------------------------------ | ----------------------------------------------------- |
| 1942 | ф | Уважаемая Екатерина             | L'Honorable Catherine          | Жизель / Gisèle Morland                               |
| 1943 | ф | Господин Лурдин                 | Monsieur des Lourdines         | Сильвия / Sylvie                                      |
| 1943 | ф | Весёлая жизнь                   | La Vie de plaisir              | Элен Лормель / Hélène de Lormel                       |
| 1944 | ф | Дитя любви                      | L'Enfant de l'amour            | Нелли / Nelly                                         |
| 1945 | ф | Отец Горио                      | Le Père Goriot                 | Дельфина де Нусинген / Delphine de Nucingen           |
| 1945 | ф | Девушка с серыми глазами        | La Fille aux yeux gris         | Ларелье / L'Airelle                                   |
| 1946 | ф | Капитан                         | Le Capitan                     | Жизель Ангелум / Gisèle d'Angoulême                   |
| 1946 | ф | Прекрасные деньки короля Мюрата | Les Beaux Jours du roi Murat   | Женевье / Geneviève                                   |
| 1947 | ф | Криминальный перекрёсток        | Carrefour du crime             | Симона / Simone                                       |
| 1949 | ф | Волк                            | La Louve                       | Генриетта / Henriette                                 |
| 1949 | ф | Ферма семи грехов               | La Ferme des sept péchés       | Герминье / Herminie                                   |
| 1951 | ф | Правда о Бебе Донже             | La Vérité sur Bébé Donge       | Жанна Донже / Jeanne Donge                            |
| 1954 | ф | Граф Монте-Кристо               | Le Comte de Monte-Cristo       | жена Кадрусса                                         |
| 1957 | ф | Авантюра                        | Escapade                       | мадам Барисе / Mme. Bariset                           |
| 1966 | с | 13 остановок синего поезда      | Le train bleu s'arrête 13 fois | Берта (Эпизод 8. «Антиб»)                             |
| 1967 | ф | Я убил Распутина                | J’ai tué Raspoutine            | мадам Головина / Mrs. Golovine                        |
| 1967 | ф | Баллада для собаки              | Ballade pour un chien          |                                                       |
| 1968 | ф | Астрагалус                      | L'Astragale                    | мать                                                  |
| 1968 | ф | Манон 70                        | Manon 70                       | жена Саймона                                          |
| 1968 | с | Пять последних минут            | Les Cinq Dernières Minutes     | Элизабет Верец (Сезон 1. Эпизод 45. «Дети окраин»)    |
| 1969 | ф | Недочёт                         | Maldonne                       | посетитель                                            |
| 1972 | ф | Снова в затмение                | Absences répétées              | Жанна Ларивьер / Jeanne Larivière                     |
| 1975 | с | Бригада Тигра                   | Les Brigades du Tigre          | графиня Вольничева (Сезон 2. Эпизод 5. «Корона царя») |
| 1976 | ф | Дракула — отец и сын            | Dracula père et fils           | Маргарита / Marguerite                                |

Также Клод Женя было сыграно более 40 ролей в театре.